# El Tabo
El Tabo är en kommun i Chile.   Den ligger i provinsen San Antonio Province och regionen Región de Valparaíso, i den södra delen av landet, 90 km väster om huvudstaden Santiago de Chile. Antalet invånare är 8 161. Arean är 99 kvadratkilometer.
Terrängen i El Tabo är huvudsakligen platt, men den allra närmaste omgivningen är kuperad.